# قرزح
القرزح (الاسم العلمي: Atraphaxis) هو جنس من النباتات يتبع فصيلة البطباطية من رتبة القرنفليات.